# Witkeelcaracara
De witkeelcaracara (Phalcoboenus albogularis) is een roofvogel uit de familie van de Falconidae (Valkachtigen).

## Verspreiding en leefgebied
Deze soort komt voor in zuidelijk Chili en zuidelijk Argentinië

## Status
De grootte van de populatie wordt geschat op 1000-10.000 vogels. Op de Rode lijst van de IUCN heeft deze soort de status niet bedreigd.